# Schronisko Josos Apostolidis
Schronisko Josos Apostolidis (gr. Καταφύγιο Γιώσος Αποστολίδης) – górskie schronisko turystyczne zlokalizowane w masywie Olimpu w Grecji.

## Historia

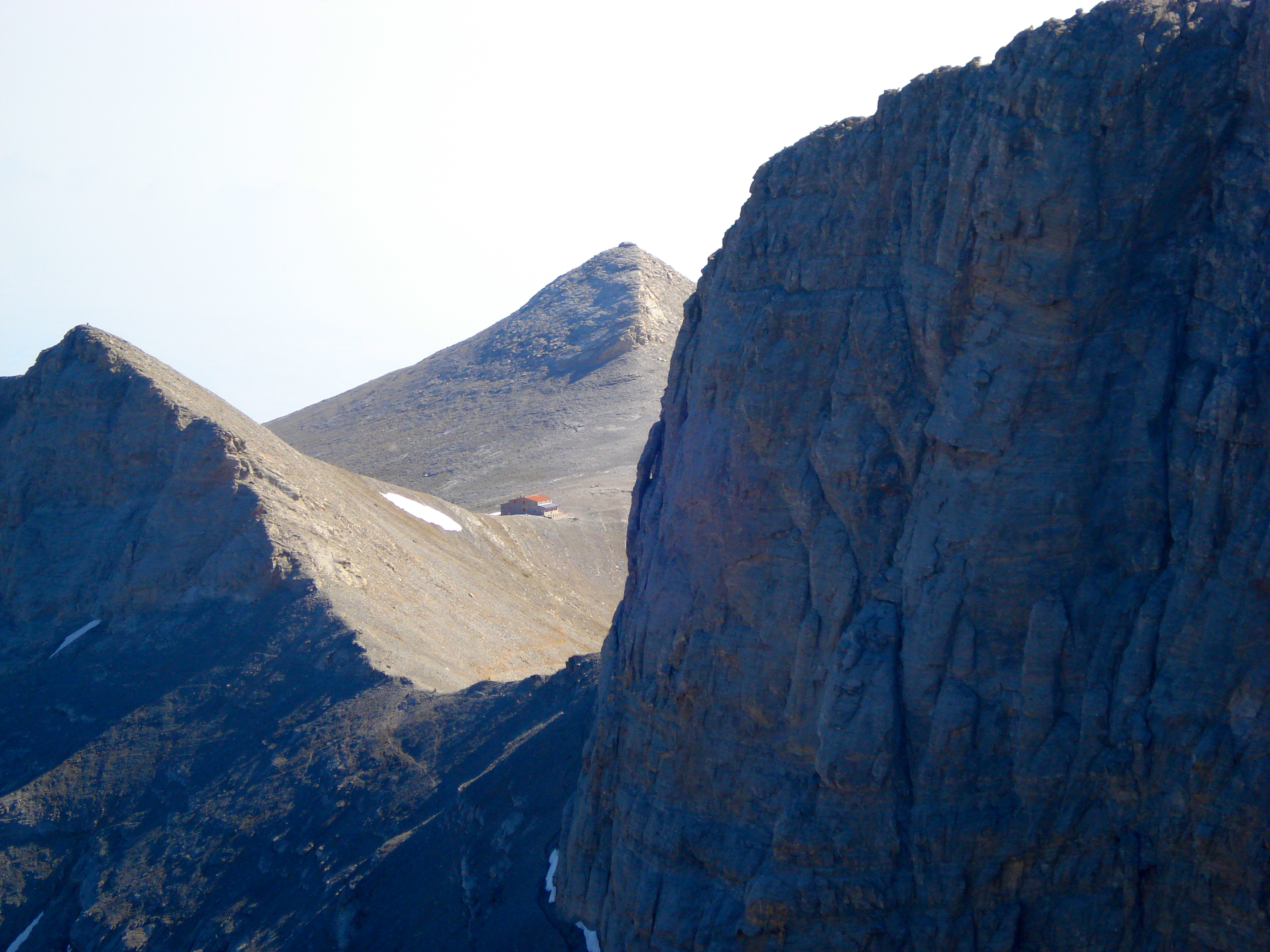
Płaskowyż Muz ze schroniskiem

Obiekt położony jest na Płaskowyżu Muz, na wysokości 2697 m n.p.m. i jest tym samym najwyżej ulokowanym schroniskiem Grecji i całych Bałkanów. Schronisko zostało zbudowane na ziemi prywatnej latem 1961 przez Klub Greckich Alpinistów w Salonikach (S.E.O.). W 1962 dobudowano drugie piętro, dzięki czemu liczba miejsc dla turystów wzrosła do osiemdziesięciu. Schronisko działało od momentu powstania przez kilka lat (głównie od 1975 do 1986) ze stałą obsługą na miejscu. Obecnie działa sezonowo, na odpowiedzialność zarządzającego, ale zawsze pod nadzorem Klubu Greckich Alpinistów w Salonikach. Stała obsługa ma miejsce od początku czerwca do października, a po tych miesiącach tylko w porozumieniu z zarządcami. Zimą jest otwarte jako schronienie w nagłych wypadkach.
W schronisku znajduje się jadalnia z kominkiem (jedyne miejsce w schronisku, w którym można spożywać posiłki), zamknięty balkon z sofami i stolikami na piętrze, pięć sypialni i toaleta. Obiekt ma 66 łóżek, w tym dwa dziecięce. Istnieją trzy pokoje z szesnastoma łóżkami, jeden z dziesięcioma łóżkami (w tym dwa dziecięce) i jeden z ośmioma łóżkami. Każde łóżko jest wyposażone w dwa koce i poduszkę. Istnieje możliwość spania na podłodze we własnych śpiworach. Elektryczność jest wytwarzana z ogniw słonecznych i magazynowana w bateriach. Na wyposażeniu jest telefon stacjonarny na kartę przedpłaconą. Woda pochodzi ze stopionego śniegu, jest przechowywana w zbiornikach i nie nadaje się do picia. Można nabyć wodę butelkowaną w kuchni schroniska, która jest otwarta sezonowo w godzinach 6:30 – 22:00 i oferuje jedzenie, napoje oraz przekąski wspierając lokalnych producentów żywności.

## Patron
Patronem schroniska jest Josos Apostolidis (ur. 1907), wspinacz i popularyzator alpinizmu w Grecji, który przyczynił się do budowy schroniska wraz z Garabetem Arzumanianem. Również z jego inicjatywy przepatrzono i skonstruowano szlak Skourta – Lemos – Kaggelia – Oropedio – Musy – Zonaria oraz zbudowano ścieżkę nazwaną na jego cześć. Podczas tych prac Apostolidis odniósł rany. Po innym tragicznym wypadku, który doprowadził do jego śmierci 4 maja 1964, Klub Greckich Alpinistów postanowił nazwać schronisko jego imieniem.